# Peder Horrebow
Peder [Nielsen] Horrebow (Horrebov) (14 de mayo de 1679 – 15 de abril de 1764) fue un astrónomo danés.

## Semblanza
Horrebow nació en Løgstør, Jutlandia, en una familia pobre de pescadores. Ingresó en la Universidad de Copenhague en 1703, y trabajó por su cuenta a través de la escuela de gramática y de la universidad, gracias a sus conocimientos técnicos, reparando instrumentos musicales, máquinas y troqueles. Obtuvo su maestría universitaria en 1716 y su doctorado en 1725. De 1703 a 1707, fue ayudante de Ole Rømer, viviendo en casa del propio Rømer. Desde 1707 a 1711 se empleó como tutor en el domicilio de un barón, e ingresó en la administración gubernamental como funcionario de la recaudación de tasas en 1711.
Después de repetidas solicitudes al rey Federico IV, Horrebow fue nombrado profesor de matemáticas en la Universidad de Copenhague en 1714, y posteriormente director del observatorio de la universidad (denominado el Rundetårn, "la Torre de Ronda"). Su hijo Christian le sucedió en este puesto. Horrebow y su mujer, Anne Margrethe Rossing, tuvieron un total de 20 hijos.
En 1728, durante el gran incendio de Copenhague, el fuego destruyó todos los escritos y las observaciones efectuadas por Rømer, quien había muerto en 1710. Horrebow escribió su obra titulada Basis Astronomiae (1734–35), en la que describió los logros científicas alcanzados por Rømer. Los instrumentos y los documentos de Horrebow también fueron destruidos en el mismo incendio, recibiendo una subvención especial del gobierno para reparar el observatorio y sus instrumentos, con el patrocinio adicional de un rico mecenas.
Horrebow ideó un método para determinar la latitud de un lugar mediante la observación del firmamento, determinando las diferencias de distancias angulares de las estrellas que culminan en intervalos de tiempo cortos, y casi a la misma altitud, en lados opuestos del Cenit. El método fue pronto olvidado a pesar de su utilidad, hasta que fue redescubierto por el estadounidense Andrew Talcott en 1833. Actualmente se conoce como Método Horrebow-Talcott.
Escribió sobre navegación y determinó el paralaje solar en 9", con una solución aproximada a la ecuación de Kepler. También ideó procedimientos para corregir los defectos inherentes a los instrumentos de medición, precediendo a la teoría de corrección de errores de Tobias Mayer, aparecida en 1756.
Fue miembro de numerosas sociedades científicas, incluyendo la Academia de Ciencias de Francia (desde 1746). También trabajó como médico y como notario de la academia (desde 1720).
Falleció en Copenhague.

## Eponimia
- El cráter lunar Horrebow lleva este nombre en su memoria.